# Belvosia auratilis
Belvosia auratilis är en tvåvingeart som beskrevs av Henry J. Reinhard 1951. Belvosia auratilis ingår i släktet Belvosia och familjen parasitflugor. Inga underarter finns listade i Catalogue of Life.